# Unicestwienie (powieść)
Unicestwienie (tyt. oryg. Annihilation) – powieść fantastyczna amerykańskiego pisarza Jeffa VanderMeera, opublikowana w 2014 r. Powieść zdobyła w 2015 r. nagrodę Nebula za najlepszą powieść i Shirley Jackson Award w tej samej kategorii. Książka jest pierwszym tomem trylogii The Southern Reach.

## Fabuła
Stefa X to tajemnicze i niebezpieczne miejsce, zmienione przez nieokreśloną siłę. Ostatnia wyprawa do strefy wróciła do domów w tajemniczych okolicznościach, po prostu pojawiając się po półtora roku. Dwa lata później zostaje wysłana kolejna. Cztery kobiety: psycholożka, antropolożka, biolożka i geodetka, wyruszają by odkryć jej tajemnice. Przed wejściem do Strefy, psycholożka przewodząca misji wprowadza uczestniczki w stan hipnozy. Czwartego dnia po dotarciu do obozu, kobiety znajdują tajemniczą „wieżę”, która zamiast piąć się w górę, wnika w głąb ziemi.

## Adaptacja filmowa
W 2018 r. miał premierę film Anihilacja z Natalie Portman w roli głównej będący luźną adaptacją książki. Spotkał się z dobrą reakcją krytyków.